# Марано-Лагунаре
Марано-Лагунаре, Марано-Лаґунаре (італ. Marano Lagunare, вен. Maran Łagunare) — муніципалітет в Італії, у регіоні Фріулі-Венеція-Джулія,  провінція Удіне.
Марано-Лагунаре розташоване на відстані близько 440 км на північ від Рима, 55 км на захід від Трієста, 34 км на південь від Удіне.
Населення — 1867 осіб (2014).

## Демографія
Населення за роками:

Станом на 1 січня 2023 року в муніципалітеті офіційно проживали 73 іноземці з 18 країн, серед них 48 громадян країн Євросоюзу та 5 громадян України.

## Сусідні муніципалітети
- Карліно
- Градо
- Латізана
- Ліньяно-Сабб'ядоро
- Муццана-дель-Турньяно
- Палаццоло-делло-Стелла
- Преченікко
- Сан-Джорджо-ді-Ногаро